# Charlotte (Iowa)
Charlotte és una població dels Estats Units a l'estat d'Iowa. Segons el cens del 2000 tenia 421 habitants.

## Demografia
Segons el cens del 2000, Charlotte tenia 421 habitants, 163 habitatges, i 113 famílies. La densitat de població era de 285,2 habitants per km².
Dels 163 habitatges en un 38,7% hi vivien nens de menys de 18 anys, en un 55,2% hi vivien parelles casades, en un 12,3% dones solteres, i en un 30,1% no eren unitats familiars. En el 25,2% dels habitatges hi vivien persones soles el 13,5% de les quals corresponia a persones de 65 anys o més que vivien soles. El nombre mitjà de persones vivint en cada habitatge era de 2,58 i el nombre mitjà de persones que vivien en cada família era de 3,14.
Per edats la població es repartia de la següent manera: un 29,9% tenia menys de 18 anys, un 9,7% entre 18 i 24, un 29,5% entre 25 i 44, un 16,6% de 45 a 60 i un 14,3% 65 anys o més.
L'edat mediana era de 34 anys. Per cada 100 dones de 18 o més anys hi havia 87,9 homes.
La renda mediana per habitatge era de 37.500 $ i la renda mediana per família de 43.750 $. Els homes tenien una renda mediana de 27.656 $ mentre que les dones 17.857 $. La renda per capita de la població era de 15.312 $. Entorn del 6,1% de les famílies i el 8,8% de la població estaven per davall del llindar de pobresa.

## Poblacions més properes
El següent diagrama mostra les poblacions més properes.